# Shop Ginger
Shop Ginger é uma empresa de moda feminina brasileira fundada pela atriz e empresária Marina Ruy Barbosa, em colaboração com sua assessora,  Vanessa Ribeiro, lançada em julho de 2020. Descrita como uma marca slow fashion, destaca-se por sua proposta de moda autoral, sustentável e inclusiva, com foco em peças de design contemporâneo, produção ética e valorização da moda brasileira — com peças versáteis feitas com matéria-prima e produtores brasileiros, em uma rede sustentável que se preocupa com o impacto gerado com o meio ambiente. A Shop Ginger foi lançada inicialmente com uma coleção-cápsula de moletons, intitulada "Prefácio", com 100% dos lucros destinados à ONG Gerando Falcões, que apoia jovens e adolescentes em comunidades periféricas do Rio de Janeiro. A primeira coleção oficial, intitulada "Cena 1", foi apresentada em novembro de 2020 e trouxe peças de alfaiataria, jeans e malhas, com forte apelo de design e personalidade. Após o seu lançamento, no segundo semestre de 2022, a marca já tinha atingido um crescimento de 512% no faturamento.
A marca foi lançada inicialmente como uma loja online, mas iniciou sua presença física com a abertura de pop-up stores em São Paulo e Rio de Janeiro, além de expandir para multimarcas em diversas cidades brasileiras, incluindo Curitiba, Manaus, Belo Horizonte, Recife, Salvador, Vitória e Brasília, onde todas as lojas estão localizadas em shoppings de luxo. A Shop Ginger também se destaca por suas colaborações com outras marcas, como a La Sirène, Schutz e Melissa, e projetos sociais, como a Casa do Rio e SOS Mata Atlântica.

## História
A Shop Ginger foi lançada em julho de 2020, durante a pandemia de COVID-19, como um projeto pessoal da atriz Marina Ruy Barbosa, que já manifestava interesse pelo universo da moda há anos. A proposta inicial da marca era unir estilo e consciência ambiental, com peças produzidas em pequena escala, utilizando tecidos sustentáveis e priorizando mão de obra local. O nome da marca faz referência ao termo coloquial para descrever alguém com cabelo ruivo na língua inglesa, coloração natural do cabelo de Marina.

Após a recepção positiva do público e da mídia especializada, a Shop Ginger passou a lançar coleções sazonais, diversificando seu portfólio com jeans, alfaiataria, vestidos, acessórios, e linhas de loungewear e beachwear. Em 2021, a marca participou pela primeira vez do São Paulo Fashion Week com a coleção "Raízes Urbanas", que combinava estética naturalista com cortes modernos. Em novembro de 2022, a Ginger inaugurou seu primeiro espaço físico, uma pop-up store no Shopping Cidade Jardim, em São Paulo, e iniciou colaborações com outras marcas brasileiras, incluindo uma coleção cápsula com a marca de calçados Melissa e uma linha de camisetas em parceria com a ONG SOS Mata Atlântica. Em agosto de 2023, em comemoração ao aniversário de três anos da marca, a Shop Ginger realizou seu primeiro desfile de moda com a coleção "Nós", realizado na CasaCor, no Instituto Brando Barbosa, no Rio de Janeiro, e contando com a presença de famosos como Letícia Spiller, Fernanda Abreu, Jade Picon, Duda Beat, Isabelle Drummond, Fernanda Motta, Silvia Braz, entre outros.